# مزلاج

فتح بمزلاج

مزلاج هو نوع من الأدوات الميكانيكية التي تستخدم للتثبيت وربط بين جسمين (أو أكثر) أو سطحين معاً والسماح بفصلهما بشكل منتظم وغالبًا ما تكون قطعة من الحديد أو الخشب تستعمل لإِغلاق الباب أو فتحه.